# Waray
Waray är ett utdött australiskt språk. Waray talades i Nordterritoriet. Waray tillhörde de gunwingguanska språken.